# Parque amazónico de Guayana
El Parque Amazónico de Guayana (en francés Parc Amazonien de Guyane) es uno de los parques nacionales de Francia, creado para proteger la selva amazónica situada en la Guayana Francesa. Este es el parque más grande de la Unión Europea y uno de los parques nacionales más grandes del mundo.
No se puede acceder desde la orilla del mar o por cualquier otro medio que no sea solo avión o barco.
El área protegida abarca 20 300 kilómetros cuadrados de la zona central (donde se aplica una protección total) y 13 600 kilómetros cuadrados para el área de protección secundaria. El área total protegida en la zona abarca 33 900 kilómetros cuadrados de bosque tropical.